# Liste der Monuments historiques in Castillon-la-Bataille
Die Liste der Monuments historiques in Castillon-la-Bataille führt die Monuments historiques in der französischen Gemeinde Castillon-la-Bataille auf.

## Liste der Bauwerke
| Bezeichnung          | Beschreibung              | Standort | Kennzeichnung | Schutzstatus | Datum | Bild           |
| -------------------- | ------------------------- | -------- | ------------- | ------------ | ----- | -------------- |
| Kirche St-Symphorien | Erbaut 1746               | (Lage)   | PA00083513    | Inscrit      | 1925  | weitere Bilder |
| Porte de Fer         | Erbaut im 13. Jahrhundert | (Lage)   | PA00083514    | Inscrit      | 1988  | weitere Bilder |

## Liste der Objekte
| Bezeichnung                                      | Beschreibung                     | Standort                           | Kennzeichnung | Schutzstatus | Datum | Bild |
| ------------------------------------------------ | -------------------------------- | ---------------------------------- | ------------- | ------------ | ----- | ---- |
| Lesepult im Stil Louis XV                        | Eichenholz, 18. Jahrhundert      | in der Kirche St-Symphorien (Lage) | PM33000456    | Classé       | 1939  |      |
| Weihwasserbecken                                 | Marmor, 19. Jahrhundert          | in der Kirche St-Symphorien (Lage) | PM33001310    | Inscrit      | 1978  |      |
| Gedenktafel zur Erinnerung an den Bau der Kirche | Marmor, 18. Jahrhundert          | in der Kirche St-Symphorien (Lage) | PM33000455    | Classé       | 1910  |      |
| Gemälde Die Opferung Isaaks                      | 18. Jahrhundert                  | in der Kirche St-Symphorien (Lage) | PM33000459    | Classé       | 1970  |      |
| Ölgemälde mit Rahmen: Geburt Christi             | 18. Jahrhundert                  | in der Kirche St-Symphorien (Lage) | PM33001309    | Inscrit      | 1978  |      |
| Hauptaltar mit Retabel und Tabernakel            | Holz und Marmor, 1771            | in der Kirche St-Symphorien (Lage) | PM33000457    | Classé       | 1970  |      |
| Gemälde Die Präsentation Marias im Tempel        | 17. Jahrhundert                  | in der Kirche St-Symphorien (Lage) | PM33000458    | Classé       | 1970  |      |
| Vier Reliquiare                                  | Holz, vergoldet, 18. Jahrhundert | in der Kirche St-Symphorien (Lage) | PM33001311    | Inscrit      | 1978  |      |